# El gabinete de curiosidades de Guillermo del Toro
El gabinete de curiosidades de Guillermo del Toro (en inglés: Guillermo del Toro's Cabinet of Curiosities) es una serie de televisión de antología de terror estadounidense creada y presentada por Guillermo del Toro. La serie es un homenaje a las antologías de suspenso presentadas por Alfred Hitchcock y Rod Serling, Alfred Hitchcock Presenta y La dimensión desconocida, respectivamente. Del Toro presenta cada episodio, escrito y dirigido por 8 cineastas especializados en cine de horror. Tuvo su estreno en Netflix del 25 al 28 de octubre de 2022, con dos episodios nuevos por día.

## Producción
El 14 de mayo de 2018, se anunció que Netflix le había dado a la producción un pedido de serie, contratando a Guillermo del Toro, J. Miles Dale y Gary Ungar como productores ejecutivos. Esta producción expandió los lazos entre la cadena de streaming Netflix y Del Toro, quien también produjo la serie animada Trollhunters y dirigió su versión de Pinocchio para la plataforma. 
Del Toro coescribió los 8 episodios, de los cuales 5 de ellos están basados en narraciones de fantasía y terror de Michael Shea, H.P. Lovecraft, Henry Kuttner y E.M. Carroll. Además, eligió personalmente a los directores: Panos Cosmatos, Jennifer Kent, Vincenzo Natali, David Prior, Ana Lily Amipour, Guillermo Navarro, Keith Thomas y Catherine Hardwicke.
Aunque Del Toro declaró en entrevistas su interés por una segunda temporada para darle la oportunidad a más directores, incluyendo a Larry Fessenden, Issa López, Jayro Bustamante y Boots Riley, Netflix no ha renovado la serie y la mantiene al aire.

## Premisa
Una colección de 8 historias presentadas por Guillermo del Toro, quien al inicio de cada episodio introduce cada historia mientras muestra su propio gabinete de curiosidades. 

### Lista de episodios
| N.º | Título                    | Premisa | Dirección           | Escritura                                                                  | Reparto                                                               |
| --- | ------------------------- | --- | ------------------- | -------------------------------------------------------------------------- | --------------------------------------------------------------------- |
| 1   | Lot 36                    | Un veterano del ejército endeudado adquiere un lote propiedad de un extraño anciano.                                                                                  | Guillermo Navarro   | Regina Corrado y Guillermo del Toro                                        | Tim Blake Nelson, Sebastian Roché, Elpidia Carrillo, Demetrius Grosse |
| 2   | Graveyard rats            | Un ladrón de tumbas debe sobrevivir a un laberinto de túneles -y a un ejército de roedores- para conseguir las riquezas en una nueva tumba.                           | Vincenzo Natali     | Vincenzo Natali y Guillermo del Toro, basado en un cuento de Henry Kuttner | David Hewlett, Ish Morris, Alexander Eling                            |
| 3   | The Autopsy               | Un alguacil llama a un viejo amigo, un médico forense, para que le ayude a descifrar una serie de escalofriantes acontecimientos.                                     | David Prior         | David S. Goyer y Guillermo del Toro, basado en un cuento de Michael Shea   | F. Murray Abraham, Glynn Turman, Luke Roberts                         |
| 4   | The Outside               | Ansiosa por encajar en el trabajo, una joven empieza a usar una popular loción que le provoca una desconcertante transformación.                                      | Ana Lily Amirpour   | Haley Z. Boston y Guillermo del Toro, basado en un cuento de E.M. Carroll  | Kate Micucci, Martin Starr, Dan Stevens, Diana Bentley, Chloe Madison |
| 5   | Pickman's model           | Un estudiante de arte conoce a un artista cuyas aterradoras obras de arte comienzan a tener un efecto profundamente inquietante en su sentido de la realidad.         | Keith Thomas        | Lee Patterson y Guillermo del Toro, basado en un cuento de H.P. Lovecraft  | Ben Barnes, Crispin Glover, Oriana Leman                              |
| 6   | Dreams in the Witch House | Años después de la muerte de su hermana gemela, un investigador se adentra en un oscuro y misterioso reino con la ayuda de una droga especial para traerla de vuelta. | Catherine Hardwicke | Mika Watkins y Guillermo del Toro, basado en un cuento de H.P. Lovecraft   | Rupert Grint, Ismael Cruz Córdova, DJ Qualls                          |
| 7   | The Viewing               | Un acaudalado recluso acoge en su elegante mansión a cuatro invitados para vivir una experiencia única en la vida.                                                    | Panos Cosmatos      | Panos Cosmatos, Aaron Stewart-Ahn y Guillermo del Toro                     | Peter Weller, Eric André, Sofia Boutella, Charlyne Yi                 |
| 8   | The Murmuring             | Una pareja de ornitólogos acuden a una casa aislada para estudiar las aves, pero la historia de la casa revela angustia y horror.                                     | Jennifer Kent       | Jennifer Kent y Guillermo del Toro                                         | Essie Davis, Andrew Lincoln, Hannah Galway                            |